# Abiemnhom (condado)
O Condado de Abiemnhom ou Abiemnom é uma área administrativa do estado de Unidade, Sudão do Sul. Sua sede é na cidade de Abiemnom.